# Condomínio Vivendas da Barra
O Condomínio Vivendas da Barra é um condomínio situado no bairro da Barra da Tijuca, na Zona Oeste da cidade do Rio de Janeiro. Sua portaria localiza-se no número 3100 da Avenida Lúcio Costa. 
Foi em uma das casas do Condomínio Vivendas da Barra onde o 38º presidente do Brasil, Jair Messias Bolsonaro, morou durante sete anos até se mudar para o Palácio da Alvorada. Um dos filhos de Jair Bolsonaro, Carlos Bolsonaro, reside atualmente no condomínio.
No dia 12 de março de 2019, agentes da Divisão de Homicídios, da Polícia Civil do Estado do Rio de Janeiro (PCERJ) e do Grupo de Atuação Especial de Combate ao Crime Organizado (Gaeco) entraram no Condomínio Vivendas da Barra a fim de prender Ronnie Lessa, policial militar reformado acusado de ter disparado as 13 balas de calibre 9 milímetros que mataram a vereadora carioca Marielle Franco e o motorista Anderson Gomes no dia 14 de março de 2018. A casa de Lessa no condomínio localiza-se na mesma rua da casa de Jair Bolsonaro.